# نادي القصة (مصر)
نادي القصة هو نادي ثقافي مصري يضم عددا من الروائيين المصريين. مقره في القصر العينى الكائن في مدينة القاهرة .

## نشأته
أسسه في السبعينيات الأديب يوسف السباعي للرواد وضم: توفيق الحكيم، محمد تيمور، إحسان عبد القدوس، أمين يوسف غراب، محمد عبد الحليم عبد الله، نجيب محفوظ، عبد الحميد جودة السحار، ثروت أباظة، طه حسين، محمود تيمور، محمد فريد أبو حديد، علي أحمد باكثير، يحيى حقي، عزيز أباظة، عائشة عبد الرحمن، سهير القلماوي، مصطفى محمود، صالح جودت، هدى جاد، محمود السعدني ورواد الأدب الروائي.

## الرؤساء
- توفيق الحكيم
- يوسف السباعى
- ثروت أباظة
- نجيب محفوظ

## الرئيس الحالي
- نبيل عبد الحميد